# Скляров, Иван Андреевич (Герой Советского Союза)
Иван Андреевич Скляров (10 сентября 1920, Павлодарская область — 24 августа 1992) — лётчик 33-го скоростного бомбардировочного авиационного полка 19-й бомбардировочной авиационной дивизии Юго-Западного фронта, лейтенант. Герой Советского Союза. Полковник.

## Биография
Родился 10 сентября 1920 года в селе Грабово (ныне Иртышского района Павлодарской области Казахстана). Работал на шахте «Красная Звезда» в городе Чистякове Донецкой области Украины.
В Красной Армии с 1938 года. В 1940 году окончил Ворошиловградскую военно-авиационную школу лётчиков. Участник Великой Отечественной войны с июня 1941 года.
Лётчик 33-го скоростного бомбардировочного авиационного полка лейтенант Иван Скляров к февралю 1942 года совершил 87 боевых вылетов на бомбардировку важных объектов и войск противника.
Указом Президиума Верховного Совета СССР «О присвоении звания Героя Советского Союза начальствующему и рядовому составу Красной Армии» от 27 марта 1942 года за «образцовое выполнение боевых заданий командования и проявленные при этом отвагу и геройство» удостоен звания Героя Советского Союза с вручением ордена Ленина и медали «Золотая Звезда».
Участник исторического Парада Победы 24 июня 1945 года в Москве на Красной площади.
После войны продолжал службу в ВВС Военно-Морского Флота СССР. С 1965 года полковник И. А. Скляров — в запасе. Жил в городе Краснодаре. Умер 24 августа 1992 года. Похоронен в Краснодаре на Славянском кладбище.

## Награды
Награждён орденами Ленина, Красного Знамени, 2 орденами Отечественной войны 1-й степени, 3 орденами Красной Звезды, медалями.

## Память
Именем Героя названы школы № 13 в посёлке Великий Мурманской области и в посёлке шахты «Красная Звезда» в городе Торез. Почётный гражданин города Североморска.